# Ezüst szenna
Az ezüst szenna (Senna artemisioides) a hüvelyesek (Fabales) rendjébe, ezen belül a pillangósvirágúak (Fabaceae) családjába tartozó faj.

## Előfordulása
Az ezüst szenna Ausztrália egyik őshonos és endemikus növénye. Csak a Victoria nevű államban nincs természetes állománya. Manapság ezen a kontinensen és a Föld más részein is dísznövényként termesztik. Ez a növény is elnyerte a The Royal Horticultural Society a Royal Horticultural Society Award of Garden Merit, azaz nagyjából Kerti Termesztésre Érdemes Növény Díját.

## Megjelenése
Ez a cserje akár 3 méter magasra is megnőhet. A szárnyas levelei 1-8 levélkepárból tevődnek össze. Télen és tavasszal rengeteg sárga virágot hoz. A virág 1,5 centiméter átmérőjű. A hüvelytermése 2-7 centiméter hosszú, lapított és először zöld, aztán pedig barna színűvé válik.

## Életmódja
Sokféle éghajlati körülmények között képes megélni. Bár a fagyra, főleg a fiatal példány igen érzékeny. A száraz, jó lefolyásos talajokat kedveli, ahol a teljes Napsütés is éri.

## Képek

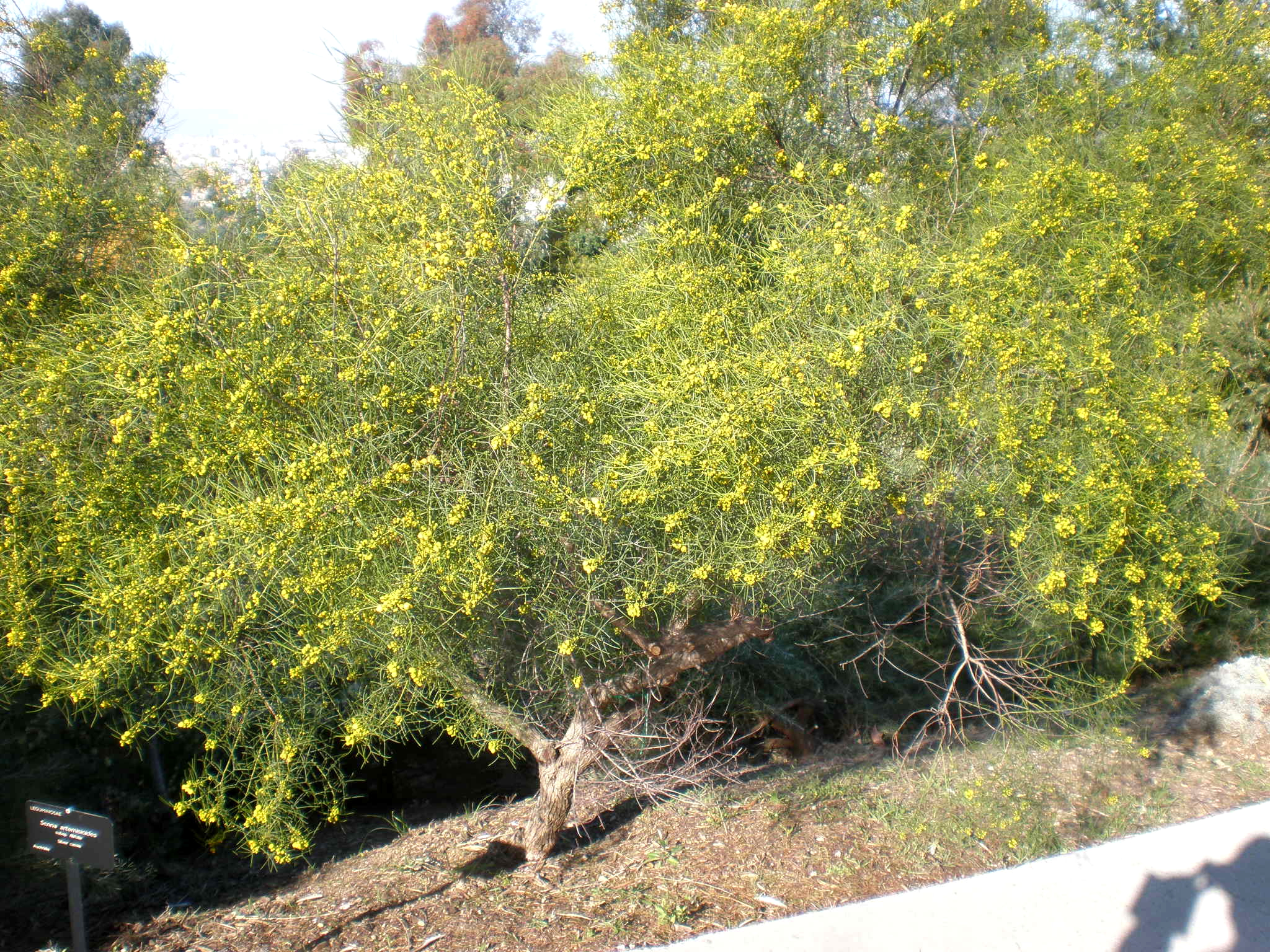
A növény
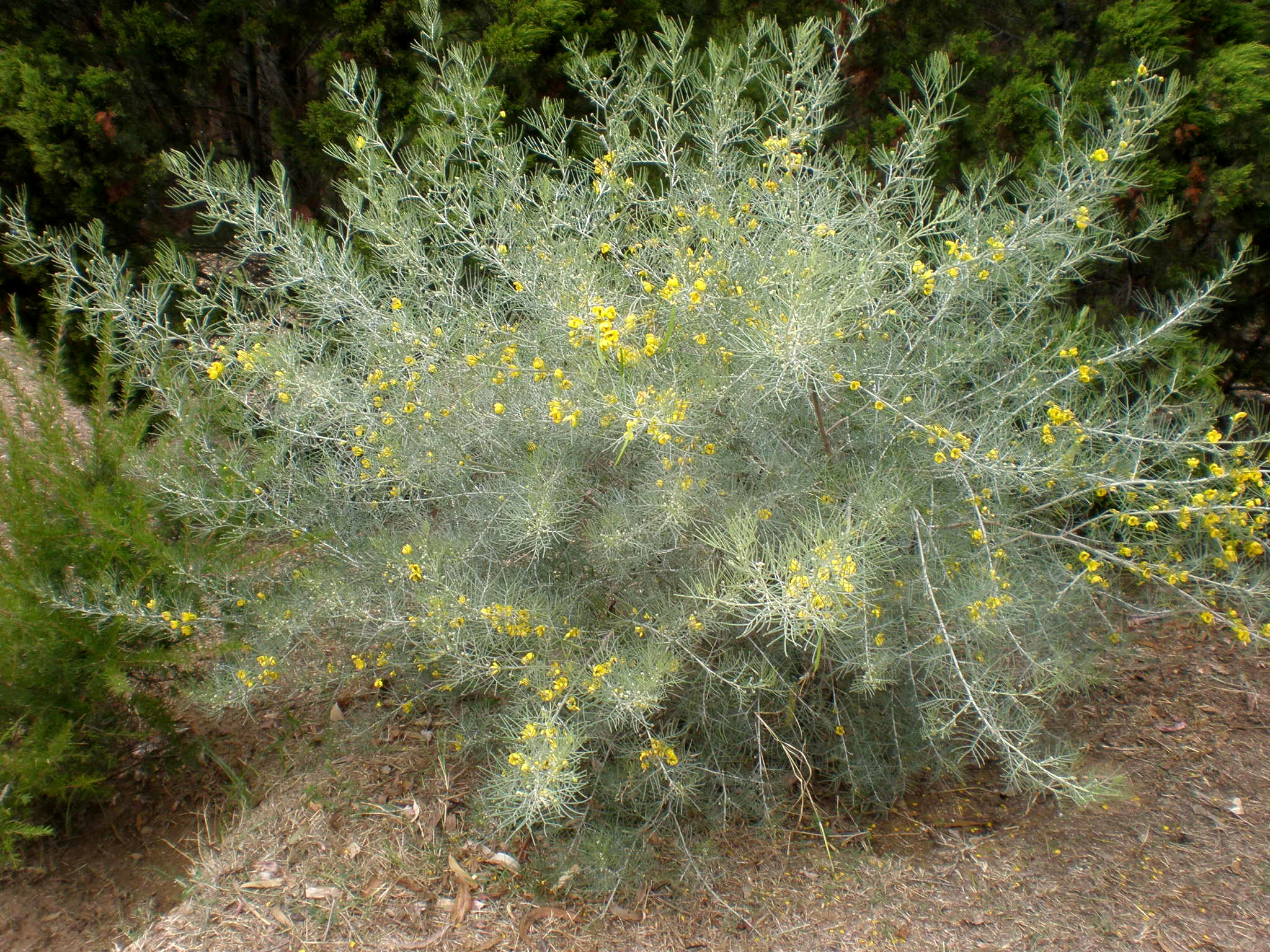
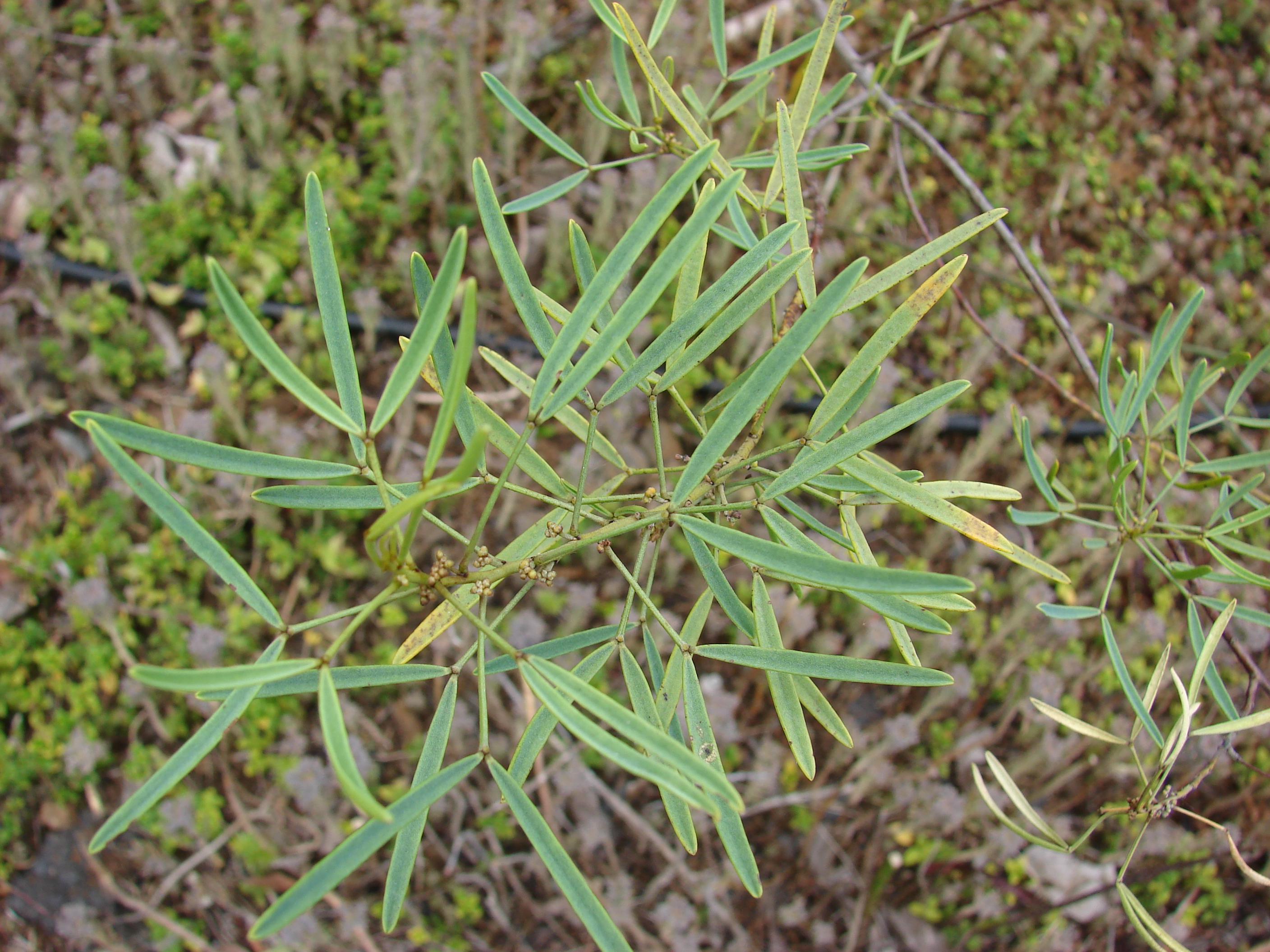
A levelei
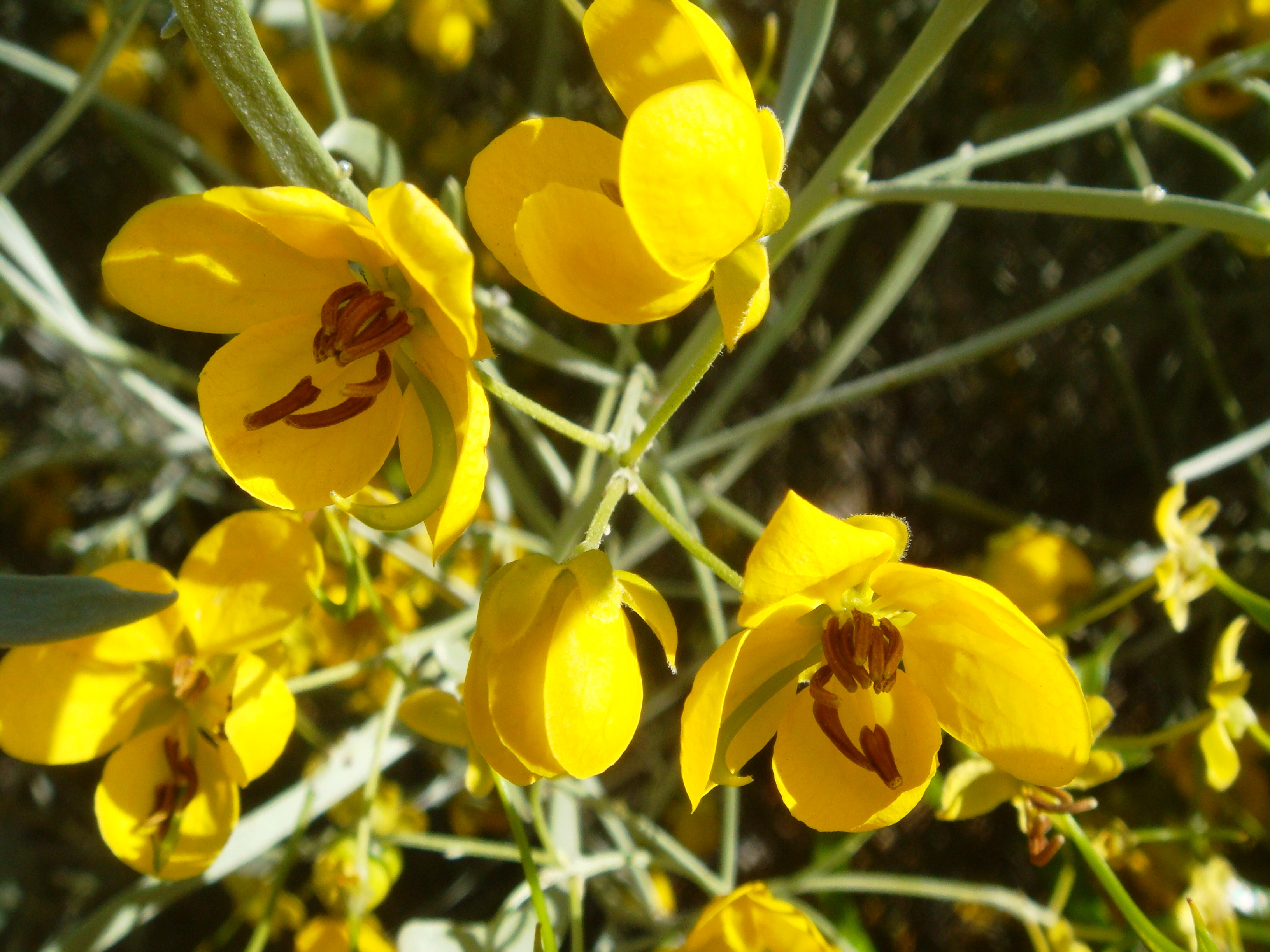
Kivirágozva
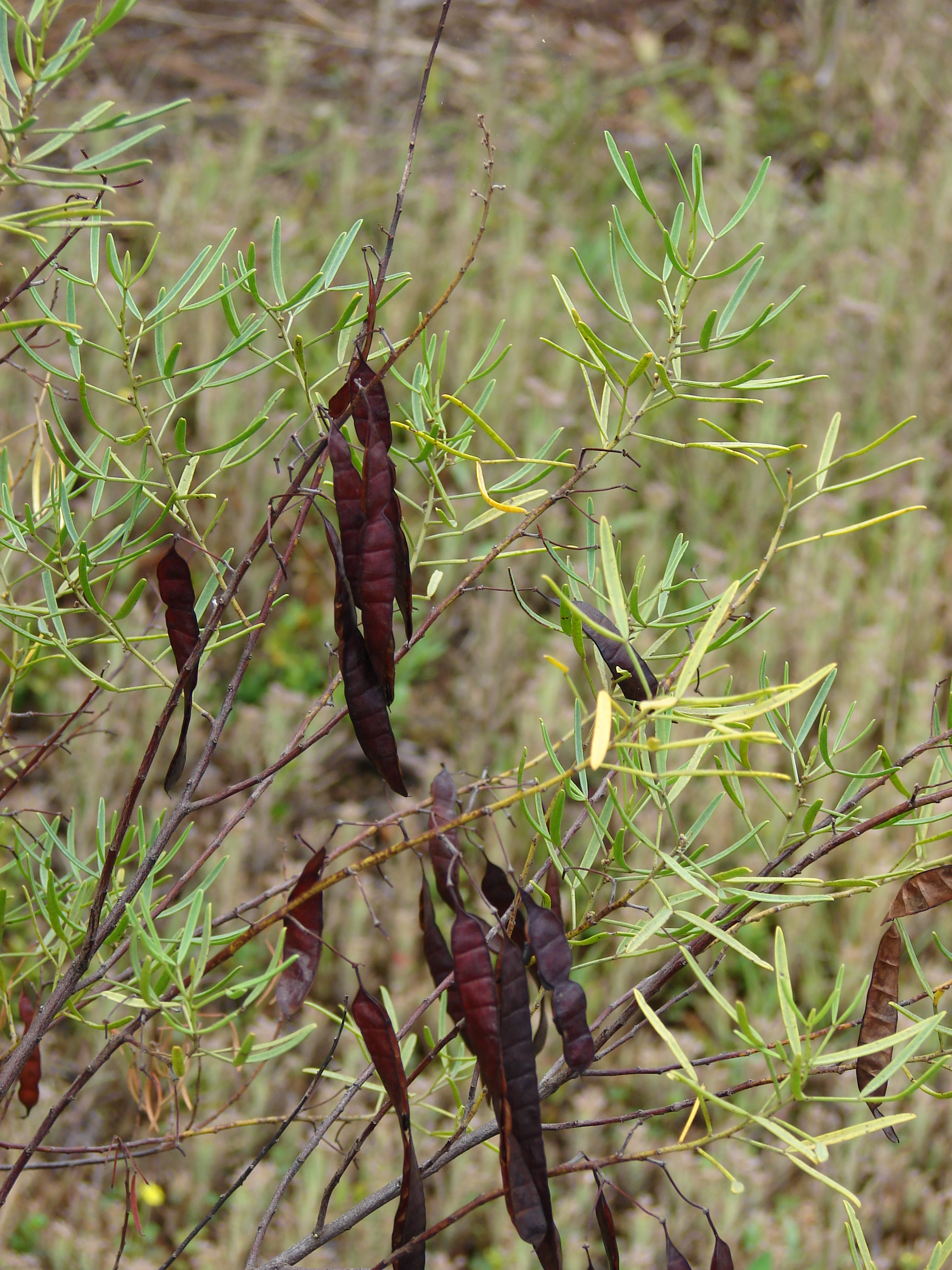
Hüvelytermései

## Fordítás
- Ez a szócikk részben vagy egészben  a   Senna artemisioides című angol Wikipédia-szócikk ezen változatának fordításán alapul.  Az eredeti cikk szerkesztőit annak laptörténete sorolja fel. Ez a jelzés csupán a megfogalmazás eredetét és a szerzői jogokat jelzi, nem szolgál a cikkben szereplő információk forrásmegjelöléseként.